# 超人氣法律諮詢事務所
《超人氣諮詢事務所》（簡稱行列）。前身為《超人氣法律諮詢事務所》，日本電視台自2002年4月7日至2025年3月30日逢星期日21:00至21:54播放的法律節目、談話性節目。

## 出演人員

### 歷代所長
第一代所長：島田紳助。
第二代所長：東野幸治、宮迫博之（雨後敢死隊）、後藤輝基（足球時間）。
第三代所長：東野幸治、後藤輝基（足球時間）、井上芳雄。
SP系列所長：明石家秋刀魚（2012年1月15日開始，擔任《超人氣諮詢事務所》SP系列的所長）。

### 歷代秘書
第一代秘書：松本志信彥。
第二代秘書：德島繪里香（日本電視臺主播）。
第三代秘書：市來玲奈（日本電視臺主播）。

### 準常規成員
磯野貴理子
圓廣志
松澤一之
江成和己
石田純一
渡部建（UNJASH）
Blouson知惠美（WithB）
瀧澤凱倫
福娃醬（フワちゃん）

### 史上最強律師軍團
北村晴男（2000年3月 - 2025年3月30日）
住田裕子（2000年9月 - 2011年11月）
久保田紀昭（2000年3月 - 2003年3月）
丸山和也（2000年3月 - 2007年9月）
橋下徹（2003年4月 - 2007年12月；2024年6月 - 2025年3月30日）
森詩繪里（2024年6月 - 2025年3月30日）
菊地幸夫（2007年8月 - 2025年3月30日）
石渡真維（2008年3月 - 2011年7月）
本村健太郎（2007年7月 - 2025年3月30日 ）
大淵愛子（2011年11月 - 2016年7月）

### 歷代解說
第一代解說： 武田廣、Marilyn山田（2000年3月 - 2012年9月）。
第二代解說： 林田尚親（2012年10月 - 2025年3月30日）。
特別解說：伊津野亮（2014年6月1日）、立木文彦（2019年7月14日）。

### 代理所長
今田耕司
2004年11月21日、2005年1月2日、2021年12月5日代理。
綾部祐二（PIECE）
2011年12月4日代理
Becky
2012年3月4日代理
桝太一（日本電視臺主播）
2013年2月17日代理。
中居正廣
2018年3月25日、2021年3月21日代理。
NINETY-NINE
2019年11月17日代理。
渡部建（UNJASH）
2019年12月15日、2020年5月31日代理。
瑛士
2020年4月12日代理。
Shimofuri Myojo
2020年7月19日代理。
室剛
2020年8月2日代理。
二宮和也
2020年9月27日代理。
松岡昌宏
2021年6月6日代理。
加藤浩次
2022年2月27日代理。
川島明
2022年3月13日代理。
坂上忍
2023年8月13日代理。
香取慎吾
2024年2月11日代理。
小泉孝太郎
2024年2月18日代理。
羽鳥慎一、藤井貴彥
2024年3月17日代理。
山崎育三郎
2024年5月5日代理。
草彅剛
2024年5月12日代理。

## 外部連結
- 官方網頁 （页面存档备份，存于）